# Liste der Amerika-Pazifikmeister im Rennrodeln
Die Liste der Amerika-Pazifikmeister im Rennrodeln listet alle auf den ersten drei Rängen bei Rennrodel-Amerika-Pazifikmeisterschaften platzierten Sportlerinnen und Sportler auf. Die Amerika-Pazifikmeisterschaften im Rennrodeln werden seit 2011 in den Disziplinen Einsitzer der Männer und Frauen sowie im Doppelsitzer durchgeführt. Die Titelkämpfe werden im sogenannten Race-in-Race-Modus mit einer Weltcupveranstaltung in Nordamerika ausgetragen.

## Einsitzer der Frauen
| Jahr | Austragungsort    | Gold                                                           | Silber                                                         | Bronze                                                         |
| ---- | ----------------- | -------------------------------------------------------------- | -------------------------------------------------------------- | -------------------------------------------------------------- |
| 2011 | Calgary           | Alex Gough                                                     | Kimberley McRae                                                | Dayna Clay                                                     |
| 2012 | Lake Placid       | Julia Clukey                                                   | Alex Gough                                                     | Erin Hamlin                                                    |
| 2013 | Whistler          | Alex Gough                                                     | Erin Hamlin                                                    | Kate Hansen                                                    |
| 2014 | Lake Placid       | Erin Hamlin                                                    | Emily Sweeney                                                  | Summer Britcher                                                |
| 2015 | Calgary           | Erin Hamlin                                                    | Summer Britcher                                                | Kimberley McRae                                                |
| 2016 | Park City         | Erin Hamlin                                                    | Emily Sweeney                                                  | Alex Gough                                                     |
| 2017 | Calgary           | Alex Gough                                                     | Kimberley McRae                                                | Summer Britcher                                                |
| 2018 | Lake Placid       | Emily Sweeney                                                  | Summer Britcher                                                | Brittney Arndt                                                 |
| 2019 | Whistler          | Emily Sweeney                                                  | Carolyn Maxwell                                                | Makena Hodgson                                                 |
| 2020 | nicht ausgetragen | Aufgrund der COVID-19-Pandemie fanden keine Titelkämpfe statt. | Aufgrund der COVID-19-Pandemie fanden keine Titelkämpfe statt. | Aufgrund der COVID-19-Pandemie fanden keine Titelkämpfe statt. |
| 2021 | Sotschi           | Summer Britcher                                                | Ashley Farquharson                                             | Trinity Ellis                                                  |
| 2022 | Park City         | Emily Sweeney                                                  | Brittney Arndt                                                 | Ashley Farquharson                                             |
| 2023 | Whistler          | Emily Sweeney                                                  | Ashley Farquharson                                             | Embyr-Lee Susko                                                |

## Einsitzer der Männer
| Jahr | Austragungsort    | Gold                                                           | Silber                                                         | Bronze                                                         |
| ---- | ----------------- | -------------------------------------------------------------- | -------------------------------------------------------------- | -------------------------------------------------------------- |
| 2011 | Calgary           | Samuel Edney                                                   | Isaac Underwood                                                | Bruno Banani                                                   |
| 2012 | Lake Placid       | Christopher Mazdzer                                            | Samuel Edney                                                   | Taylor Morris                                                  |
| 2013 | Whistler          | Christopher Mazdzer                                            | Samuel Edney                                                   | Tucker West                                                    |
| 2014 | Lake Placid       | Tucker West                                                    | Christopher Mazdzer                                            | Aidan Kelly                                                    |
| 2015 | Calgary           | Christopher Mazdzer                                            | Tucker West                                                    | Mitchel Malyk                                                  |
| 2016 | Park City         | Tucker West                                                    | Christopher Mazdzer                                            | Taylor Morris                                                  |
| 2017 | Calgary           | Samuel Edney                                                   | Mitchel Malyk                                                  | Christopher Mazdzer                                            |
| 2018 | Lake Placid       | Christopher Mazdzer                                            | Tucker West                                                    | Jonathan Eric Gustafson                                        |
| 2019 | Whistler          | Tucker West                                                    | Christopher Mazdzer                                            | Reid Watts                                                     |
| 2020 | nicht ausgetragen | Aufgrund der COVID-19-Pandemie fanden keine Titelkämpfe statt. | Aufgrund der COVID-19-Pandemie fanden keine Titelkämpfe statt. | Aufgrund der COVID-19-Pandemie fanden keine Titelkämpfe statt. |
| 2021 | Sotschi           | Jonathan Eric Gustafson                                        | Tucker West                                                    | Christopher Mazdzer                                            |
| 2022 | Park City         | Tucker West                                                    | Christopher Mazdzer                                            | Alexander Michael Ferlazzo                                     |
| 2023 | Whistler          | Tucker West                                                    | Jonathan Eric Gustafson                                        | Alexander Michael Ferlazzo                                     |

## Doppelsitzer
| Jahr | Austragungsort    | Gold | Silber | Bronze |
| ---- | ----------------- | --- | --- | --- |
| 2011 | Calgary           | Vereinigte StaatenMatthew Mortensen Preston Griffall | KanadaTristan Walker Justin Snith | Vereinigte StaatenChristian Niccum Jayson Terdiman |
| 2012 | Lake Placid       | KanadaTristan Walker Justin Snith | Vereinigte StaatenMatthew Mortensen Preston Griffall | Vereinigte StaatenJacob Hyrns Andrew Sherk |
| 2013 | Whistler          | KanadaTristan Walker Justin Snith | Vereinigte StaatenMatthew Mortensen Preston Griffall | Vereinigte StaatenChristian Niccum Jayson Terdiman |
| 2014 | Lake Placid       | Vereinigte StaatenMatthew Mortensen Jayson Terdiman | KanadaTristan Walker Justin Snith | Vereinigte StaatenJustin Garret Krewson Tristan Jeskanen |
| 2015 | Calgary           | KanadaTristan Walker Justin Snith | Vereinigte StaatenMatthew Mortensen Jayson Terdiman | Vereinigte StaatenJustin Garret Krewson Andrew Sherk |
| 2016 | Park City         | Vereinigte StaatenMatthew Mortensen Jayson Terdiman | Vereinigte StaatenJustin Garret Krewson Andrew Sherk | Vereinigte StaatenJacob Hyrns Anthony Espinoza |
| 2017 | Calgary           | KanadaTristan Walker Justin Snith | Vereinigte StaatenMatthew Mortensen Jayson Terdiman | Vereinigte StaatenJustin Garret Krewson Andrew Sherk |
| 2018 | Lake Placid       | Es wurde kein Titel vergeben, da die laut Reglement erforderliche Anzahl von mindestens drei startenden Doppelsitzerpaaren nicht erfüllt wurde. Es traten mit Tristan Walker und Justin Snith sowie Christopher Mazdzer und Jayson Terdiman lediglich zwei Doppelsitzerpaare an. | Es wurde kein Titel vergeben, da die laut Reglement erforderliche Anzahl von mindestens drei startenden Doppelsitzerpaaren nicht erfüllt wurde. Es traten mit Tristan Walker und Justin Snith sowie Christopher Mazdzer und Jayson Terdiman lediglich zwei Doppelsitzerpaare an. | Es wurde kein Titel vergeben, da die laut Reglement erforderliche Anzahl von mindestens drei startenden Doppelsitzerpaaren nicht erfüllt wurde. Es traten mit Tristan Walker und Justin Snith sowie Christopher Mazdzer und Jayson Terdiman lediglich zwei Doppelsitzerpaare an. |
| 2019 | Whistler          | KanadaTristan Walker Justin Snith | Vereinigte StaatenChristopher Mazdzer Jayson Terdiman | KanadaCaitlin Nash Natalie Corless |
| 2020 | nicht ausgetragen | Aufgrund der COVID-19-Pandemie fanden keine Titelkämpfe statt. | Aufgrund der COVID-19-Pandemie fanden keine Titelkämpfe statt. | Aufgrund der COVID-19-Pandemie fanden keine Titelkämpfe statt. |

## Doppelsitzer der Frauen (seit 2022)
| Jahr | Austragungsort | Gold                                            | Silber                                          | Bronze                                     |
| ---- | -------------- | ----------------------------------------------- | ----------------------------------------------- | ------------------------------------------ |
| 2022 | Park City      | KanadaCaitlin Nash Natalie Corless              | Vereinigte StaatenSummer Britcher Emily Sweeney | Vereinigte StaatenMaya Chan Reannyn Weiler |
| 2023 | Whistler       | Vereinigte StaatenChevonne Forgan Sophia Kirkby | Vereinigte StaatenMaya Chan Reannyn Weiler      | KanadaEmbyr-Lee Susko Beattie Podulsky     |

## Doppelsitzer der Männer (seit 2021)
| Jahr | Austragungsort | Gold                                                | Silber                                                | Bronze                                          |
| ---- | -------------- | --------------------------------------------------- | ----------------------------------------------------- | ----------------------------------------------- |
| 2021 | Sotschi        | KanadaTristan Walker Justin Snith                   | Vereinigte StaatenChristopher Mazdzer Jayson Terdiman | KanadaDevin Wardrope Cole Anthony Zajanski      |
| 2022 | Park City      | Vereinigte StaatenZachary DiGregorio Sean Hollander | Vereinigte StaatenDana Kellogg Duncan Segger          | KanadaDevin Wardrope Cole Anthony Zajanski      |
| 2023 | Whistler       | KanadaDevin Wardrope Cole Anthony Zajanski          | Vereinigte StaatenZachary DiGregorio Sean Hollander   | Vereinigte StaatenMarcus Mueller Ansel Haugsjaa |